# Naturgrusskatt

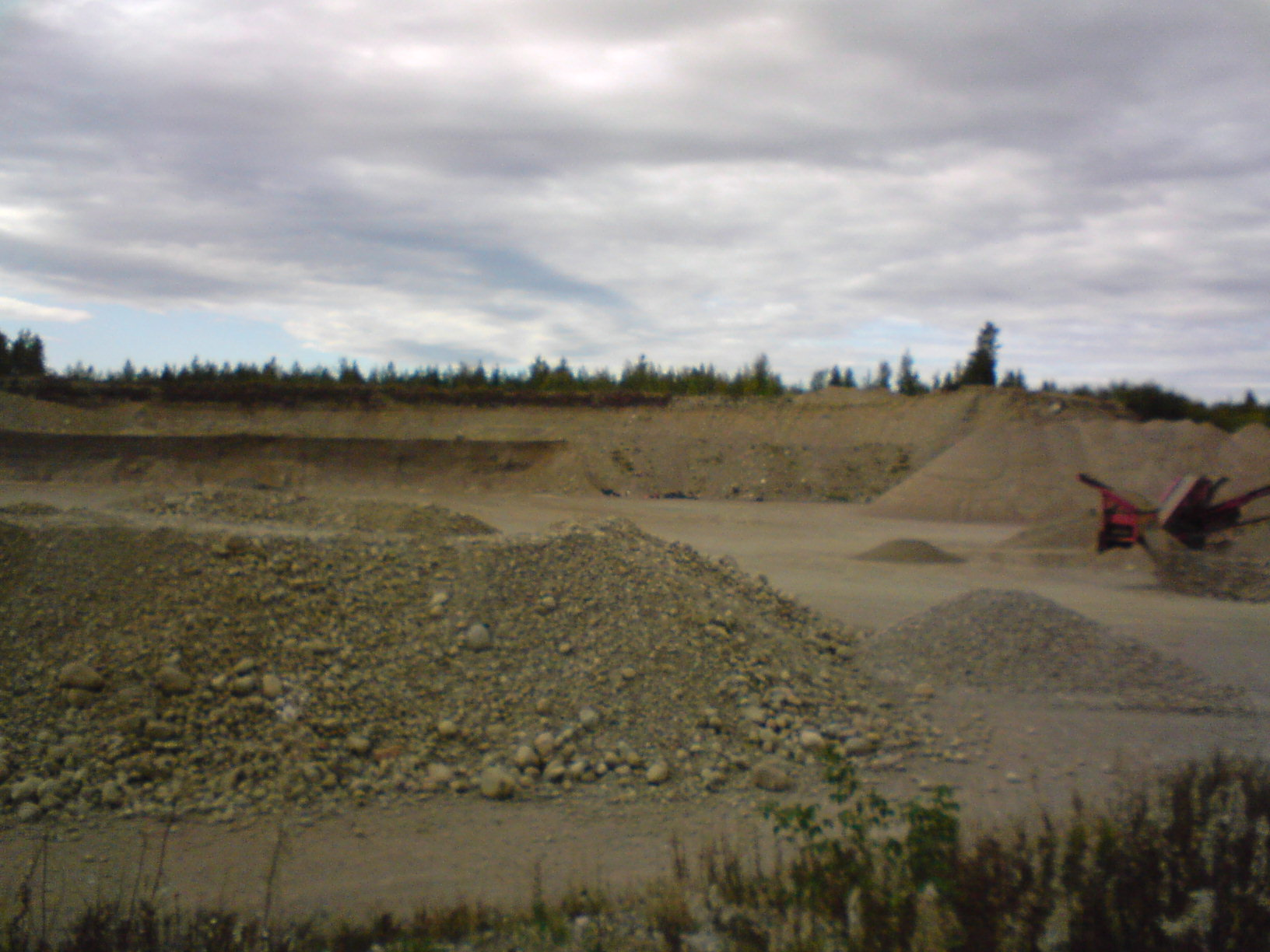
Grustäkt i Tierps kommun, Uppland.

Naturgrusskatt är en svensk punktskatt på brytning av naturgrus av större omfattning. För att vara skattepliktig skall brytningen kräva tillstånd enligt 9 eller 11 kapitlet i miljöbalken eller vattenlagen. Brytning för markinnehavarens husbehov är skattefritt. Skatten är 16 kr per ton (2020).
Naturgrusskatten kan räknas som en pigouviansk skatt.